# Хндзорут (Вайоц-Дзор)
Хндзорут (вірм. Խնձորուտ) — село в марзі Вайоц-Дзор, на півдні Вірменії. Село розташоване за 26 км на південь від міста Вайк та за 40 км на південний схід від міста Єхегнадзор.